# Френч-Лік (Індіана)
Френч-Лік (англ. French Lick) — місто (англ. town) в США, в окрузі Орандж штату Індіана. Населення — 1722 особи (2020).

## Географія
Френч-Лік розташований за координатами 38°32′52″ пн. ш. 86°37′11″ зх. д. / 38.54778° пн. ш. 86.61972° зх. д. (38.547698, -86.619818).  За даними Бюро перепису населення США в 2010 році місто мало площу 4,58 км², з яких 4,57 км² — суходіл та 0,00 км² — водойми.

## Демографія
Згідно з переписом 2010 року, у місті мешкало 1807 осіб у 764 домогосподарствах у складі 439 родин. Густота населення становила 395 осіб/км².  Було 924 помешкання (202/км²).
Расовий склад населення:
| - 88,8 % — білих - 5,8 % — чорних або афроамериканців - 1,2 % — азіатів - 0,3 % — корінних американців |

До двох чи більше рас належало 2,9 %. Частка іспаномовних становила 2,1 % від усіх жителів.
За віковим діапазоном населення розподілялося таким чином: 24,0 % — особи молодші 18 років, 57,6 % — особи у віці 18—64 років, 18,4 % — особи у віці 65 років та старші. Медіана віку мешканця становила 39,2 року. На 100 осіб жіночої статі у місті припадало 88,4 чоловіків;  на 100 жінок у віці від 18 років та старших — 85,5 чоловіків також старших 18 років.
Середній дохід на одне домашнє господарство  становив 41 363 долари США (медіана — 28 603), а середній дохід на одну сім'ю — 40 282 долари (медіана — 31 837). Медіана доходів становила 30 250 доларів для чоловіків та 22 500 доларів для жінок. За межею бідності перебувало 33,7 % осіб, у тому числі 52,6 % дітей у віці до 18 років та 16,7 % осіб у віці 65 років та старших.
Цивільне працевлаштоване населення становило 770 осіб. Основні галузі зайнятості: мистецтво, розваги та відпочинок — 40,0 %, виробництво — 21,0 %, освіта, охорона здоров'я та соціальна допомога — 17,0 %.